# Materpiscis attenboroughi
Materpiscis attenboroughi (лат., от mater — мать, piscis — рыба) — вид пластинокожих рыб (Placodermi) длиной около 25 см, ископаемые остатки которой возрастом 375 миллионов лет были обнаружены в 2005 году (описаны в 2008) в формации Гого (округ Кимберли, Западная Австралия).
Ископаемая рыба была обнаружена профессором Джоном Лонгом (Музей Виктории) и учёными из Университета Западной Австралии Кейт Тинджастик, Гэйвином Янгом и Тимом Сенденом и названа в честь известного натуралиста Дэвида Аттенборо, который показал ихтиофауну Гого в своём документальном сериале Жизнь на Земле (1979).
Особенностью найденной окаменелости является наличие внутри рыбы развитого эмбриона и хорошо сохранившейся пуповины, что делает эту рыбу самым древним известным представителем живородящих и относит период появления процесса живорождения и копуляции на 200 миллионов лет ранее, чем считалось до этой находки.